# Zamarada tenuimargo
Zamarada tenuimargo är en fjärilsart som beskrevs av Swinhoe 1906. Zamarada tenuimargo ingår i släktet Zamarada och familjen mätare. Inga underarter finns listade i Catalogue of Life.